# آناهیتا تیموریان
آناهیتا تیموریان (زاده ۱۳۵۰ در تهران) نقاش، معمار و نویسنده ایرانی کتاب‌های کودک و نوجوان است و دارای کارشناسی ارشد در رشتهٔ معماری از دانشگاه هنر و معماری ۱۳۷۷ و دکترای افتخاری هنرهای تجسمی است. زمینه‌های فعالیت شغلی او تصویرگری، نویسندگی، نقاشی، شعر و طراحی داخلی است.
اولین کتاب او (ماه بود و روباه) در سال ۱۳۷۸ توسط کانون پرورش فکری کودکان و نوجوانان به چاپ رسید که بعدها به زبان‌های بسیار دیگری ترجمه و موفق به اخذ جایزه ادبی مرکز بین‌المللی مطالعات ادبی کودکان و نوجوانان اوگتاگونال پاریس شد.

## آثار منتشر نشده
- بابا زمین
- سیرک پشت شیشه
- دختری از شهر لال و بال
- آلبوم عکس
- قورباغه‌ها
- آدولف جادوگر بزرگ

## نمایشگاه‌ها
- نمایشگاه ماهی، پیانو و باد، مونیخ، آلمان، ۱۳۸۸
- نمایشگاه گروهی نود هنرمند، منتخب سه نسل، گالری آرت سنتر، تهران، ۱۳۸۸
- نمایشگاه گروهی تصویرگری، بلگراد، ۱۳۸۷
- نمایشگاه گروهی تصویرگری، منتووا، ایتالیا، ۱۳۸۶
- بینال ۱۳۸۶، Drugi hrvatski زاگرب
- نمایشگاه انفرادی تصویرگری، سفارت مکزیک، تهران، ۱۳۸۶
- نمایشگاه گروهی تصویرگری، تتریو، ۱۳۸۳
- نمایشگاه گروهی تصویرگری، Katha، هندوستان، ۱۳۸۳
- بینال ۱۳۸۳، Bratislava
- نمایشگاه گروهی تصویرگری، تتریو، ۱۳۸۲
- نمایشگاه جهان عاشقانه‌ها، پنجمین نمایشگاه آثار تصویرگران کتاب کودک، فرهنگسرای نیاوران، ۱۳۸۱
- نمایشگاه گروهی تصویرگری، بلگراد، ۱۳۸۱
- نمایشگاه گروهی Noma Concours، ژاپن، ۱۳۸۰
- نمایشگاه انفرادی نقش ساخته‌ها با عنوان نمادهای بومی ایران، شهر کتاب میرداماد، تهران، ۱۳۸۰
- نمایشگاه انفرادی نقش ساخته‌ها با عنوان نمادهای بومی ایران، شهر کتاب آرین، تهران، ۱۳۷۹
- نمایشگاه گروهی Noma Concours، ژاپن، ۱۳۷۸
- نمایشگاه گروهی نقاشی، فرهنگسرای شفق، تهران، ۱۳۷۸
- نمایشگاه تجلی احساس، پنجمین نمایشگاه گروهی نقاشی زنان ایران، فرهنگسرای نیاوران، ۱۳۷۷
- نمایشگاه انفرادی نقاشی، شهرکتاب آرین، تهران، ۱۳۷۶
- نمایشگاه تجلی احساس، چهارمین نمایشگاه گروهی نقاشی زنان ایران، فرهنگسرای نیاوران، تهران، ۱۳۷۵
- نمایشگاه گروهی نقاشی، فرهنگسرای نیاوران، تهران

## گزیده جوایز
- کتاب سارای مهربان از آثار او که در سال ۱۳۹۳ از سوی نشر کانون پرورش فکری کودکان و نوجوانان منتشر شد، در فهرست کلاغ سفید (۲۰۱۵) قرار گرفت.[۷]
- مدال برنز از جشنواره آسیا پسفیک (noma concours) وابسطه به یونسکو - ژاپن - ۱۳۷۸[۷]
- مدال برنز از جشنواره آسیا پسفیک (noma concours) وابسطه به یونسکو - ژاپن - ۱۳۸۰
- برنده جایزه ویژه از نمایشگاه (teatrio) - ایتالیا ۱۳۸۲
- برنده جایزه مرکز بین‌المللی مطالعات ادبی کودکان و نوجوانان - اوگتاگونال- فرانسه - ۱۳۸۲
- جایزه نقره از نمایشگاه تصویرگری (katha) - هندوستان - ۱۳۸۳
- جایزه نخست فیلمنامه‌نویسی فستیوال کانون پرورش فکری کودکان و نوجوانان - ۱۳۹۰
- جایزه سوم تصویرسازی از فستیوال رومی - اسلو - ۱۳۹۳[۸]
- دریافت نشان درجه یک هنری از وزارت فرهنگ و ارشاد اسلامی ۱۳۹۷
- جایزه نخست فیلمنامهٔ بلند سینمایی فستیوال فیلمنامه‌نویسی کانون پرورش فکری کودکان ونوجوانان، ۱۳۹۰
- منتخب در نمایشگاه تصویرگری بلگراد، ۱۳۸۷
- لوح تقدیر از دفتر ریاست جمهوری (سید محمد خاتمی) به عنوان بهترین زن تصویرگر زیر سی سال ۱۳۷۹
- دریافت مدال برنز از جشنواره آسیا پسفیک Noma concours وابسطه به یونسکو، ژاپن، ۱۳۷۸
- لوح تقدیر از جشنواره تجلی احساس (نمایشگاه نقاشی زنان ایران) ۱۳۷۷
- لوح تقدیر از انجمن ملی حمایت از کودکان در ایران، ۱۳۷۶
- لوح تقدیر از جشنواره تجلی احساس (نمایشگاه نقاشی زنان ایران)